# 월드 시리즈 최우수 선수상
월드 시리즈 최우수 선수상(World Series Most Valuable Player Award)은 월드 시리즈에서 가장 승리에 공헌한 선수에게 주어진다. 일반적으로 월드 시리즈 MVP로 축약되어 불리는 경우가 많다. 1955년에 제정되었다. 처음에는 스포츠 매거진 (SPORT Magazine)에 의해 선출되었지만, 현재는 시리즈 최종전에서 위원회 관계자의 투표에 의해 선출된다.
2회이상 월드 시리즈 최우수 선수에 선정된 선수로는, 2023년 11월 기준 샌디 쿠팩스(1963, 1965), 밥 깁슨(1964, 1967), 레지 잭슨(1973, 1977), 코리 시거(2020, 2023) 등 4명이 있다.

## 같이 보기
- 베이브 루스상